# Retour de l'année de la saison WNBA
Le Retour de l'année de la saison WNBA ou WNBA Comeback player of the year est une distinction annuelle de la Women's National Basketball Association décernée pour la première fois en 2016.
La création de ce trophée avait été réclamée par la presse pour valoriser une joueuse absente la saison précédente.

## Lauréates
| Année | Joueuse         | Nationalité | Équipe             |
| ----- | --------------- | ----------- | ------------------ |
| 2016  | Chiney Ogwumike | États-Unis  | Sun du Connecticut |

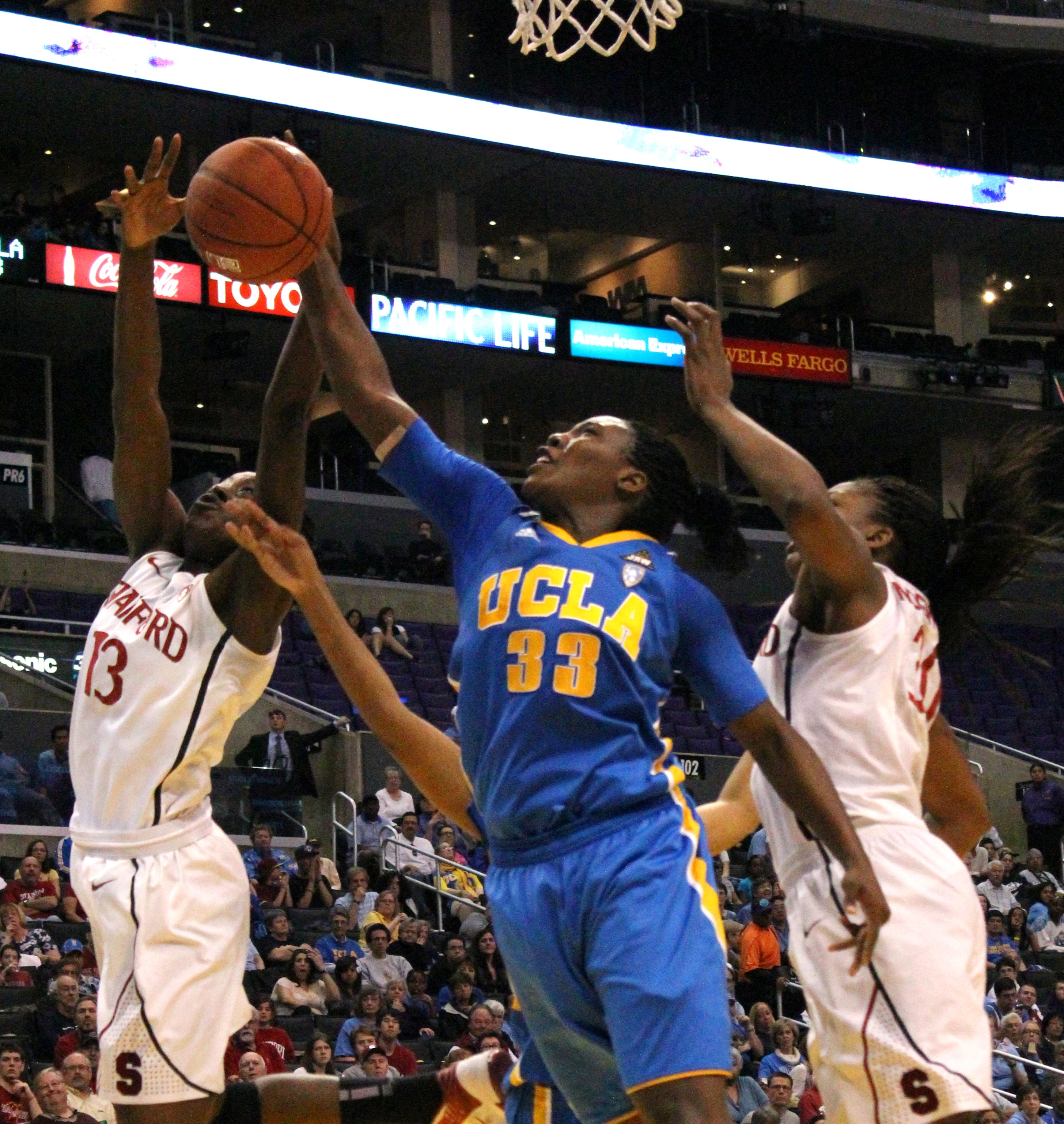
Chiney Ogwumike (13).

La première nommée est l'ancienne rookie de l'année 2014 Chiney Ogwumike absente toute la saison 2015 pour cause de blessure : « Il n'y a rien qui rende plus humble que de revenir de blessure. Être nommée pour le meilleur comeback de la saison WNBA veut dire beaucoup pour moi, comme pour beaucoup d'athlètes qui chutent, nous continuons à nous battre pas seulement pour revenir, mais pour dépasser ce que l'on attend de nous. »

## Autres ligues professionnelles américaines
Le trophée de Comeback Player of the Year qui n'était plus décerné par la National Basketball Association depuis 1986,. Il renait parmi les Players Voice Awards, des trophées décernés par le syndicat des joueurs de la NBA (National Basketball Players Association) avec Paul George pour premier lauréat pour la saison NBA 2015-2016.
Il existe également Retour de l'année en Ligue majeure de baseball, tout comme son équivalent en National Football League.